# Луиза Мекленбургская
Луиза Мекленбургская (нем. Louise zu Mecklenburg-Güstrow; 28 августа 1667, Гюстров, Мекленбург — Передняя Померания — 15 марта 1721, Копенгаген) — дочь герцога Густава Адольфа Мекленбургского и его супруги Магдалены Сибиллы Шлезвиг-Гольштейн-Готторпской, дочери Фридриха III Шлезвиг-Гольштейн-Готторпского.

## Биография
Луиза воспитывалась в достаточно скромных условиях мекленбургского двора в строгих пиетистских традициях. Со своим будущим супругом Луиза познакомилась, когда Фредерик путешествовал по германским княжествам в поисках невесты.
5 декабря 1695 года в Копенгагене Луиза вышла замуж за кронпринца Датского Фредерика и в 1699 году стала королевой Дании. Он проживала в Дании очень тихо и никогда не пользовалась успехом у мужа. Она страдала от многочисленных любовных интрижек своего темпераментного супруга и упрекала его, что неоднократно создавало неловкие ситуации при дворе. Ещё при жизни Луизы муж создал две семьи на стороне, и уже через несколько дней после её смерти он сочетался морганатическим браком с одной из своих любовниц, Анной Софией Ревентлов.
Луизу связывали близкие отношения с сыном Кристианом VI, отличавшимся глубокой религиозностью.
Обширная библиотека Луизы в основном религиозного содержания хранится в Датской королевской библиотеке.

## Потомки
- Кристиан (1697—1698)
- Кристиан VI (1699—1746), впоследствии король Дании
- Фридрих Карл (1701—1702)
- Георг (1703—1704)
- Шарлотта Амалия (1706—1782) — замужем не была.